# Эбби (стадион)
Стадион Эбби (англ. Abbey Stadium) — многоцелевой открытый стадион расположенный в Кембридже, Англия. Является домашней ареной для футбольного клуба — Кембридж Юнайтед.

## Описание
В 1921 году футбольная команда Кембридж Юнайтед присоединилась к футбольной лиге Кембриджшира и получи участок земли под строительство стадиона в Ньюмаркет-роуд в Барнуэлле. Это место получило название «Сельдерейные траншеи» (англ. celery trenches), а во время дождя вода собиралась в борозды, что давало преимущество одной из команд. Спустя годы поле, расположенное в этом месте, стало полностью непригодным для проведения матчей. Было принято решение о переезде на другое поле в районе Паркер-плейс, куда команда перебралась в 1930 году. Летом 1931 года президент клуба Генри Клемент Фрэнсис приобрел земельные участки около «сельдерейных траншей», которые впоследствии получили название — поле Синдалла. В течение года шли работы по подготовке земли и в это время команда Кембридж Юнайтед вновь вернулась играть на поле «Сельдерейные траншеи». 31 августа 1932 года состоялось официальное открытие стадиона Эбби.
Инфраструктура была достаточно бедна и включала в себя деревянную хижину для переодевания, а также помещение для принятия душа, которое отапливалось дровами. 19 марта 1934 года были открыты деревянные трибуны на котором могли разместиться 238 зрителей. В феврале 1940 года скончался владелец стадиона Генри Клемент Фрэнсис и его адвокаты посоветовали клубу передать стадион по доверенности мэру Кембриджа — Фену Диттону. Последний, в свою очередь, приняли решение передать поле стадиона в аренду местной организации, что стала использовать поле для выпаса овец и платить за это "половину короны" в год. После окончания Второй мировой войны на территории стадиона был построен деревянный сарай, который служил местом продажи прохладительных напитков. В 1949 году руководство клуба создало общество с ограниченной ответственностью для сбора средств на покупку земли и обустройство инфраструктуры. В апреле 1952 года был завершен павильон, столовая и трибуна для зрителей, новый главный вход и парковка для велосипедов. Таким образом обновленный стадион вмещал в себя 1500 зрителей. В период с 1953 по 1954 год трибуна была расширена ещё на 360 мест. С лета и по октябрь 1954 года началось строительство крыши над трибунами, стены возле главного входа, а также дренажные работы на поле. Следующим шагом стала замена деревянных опор на стальные, что обошлось клубу в 1250 фунтов стерлингов. В 1957 году возле главного входа были построены новые гардеробные. В октябре этого же года начались работы по освещению стадиона. В период с 1960 по 1961 год были заменены деревянные трибун на бетонные. В 1977 году фан-клуб Кембридж Юнайтед передали одну тысячу фунтов стерлингов на новую крышу стадиона. В 1992 году было приобретено первое электронное табло за 25 тыс. фунтов стерлингов. В начале июня 2001 года началась работа по сносу открытой террасы Allotments End, чтобы освободить место для постройки южной трибуны вместимостью 1500 человек. С 2003 года финансовое положение клуба ухудшилось и в ноябре 2004 года совет директоров принял решение выставить стадион на продажу.